# Oschaninia zhelochovtzevi
Oschaninia zhelochovtzevi là một loài bọ cánh cứng trong họ Oedemeridae. Loài này được Kuznetzova miêu tả khoa học năm 1935.